# ジュラシック・パーク/ラプター
『ジュラシック・パーク/ラプター』（Jurassic Park: Raptor）とは映画『ジュラシック・パーク』のシリーズのコミック作品の一つ。。スティーブ・エングルハートによって描かれた。全2冊からなるストーリー構成になっている。Topps comicsから出版された。
続編として『ジュラシック・パーク/ラプターズ・アタック』、『ジュラシック・パーク/ラプターズ・ハイジャック』と続く。総集編の「Classic Jurassic Park Volume 2: Raptors Revenge 」にも収録。また『リターン・トゥ ジュラシック・パーク』にもストーリーが繋がっているところもある。 

## あらすじ
イスラ・ヌブラル島のジュラシック・パーク事件のすぐ後に物語が始まる。
生き残ったイアン・マルカム博士は本土に戻り、病院で入院し、ジョン・ハモンドと孫のレックスとティムもハモンドの財産に戻った。アラン・グラント博士とエリー・サトラー博士はインジェン社はアメリカの企業なので、アメリカ陸軍のブラッドフォード・ウェスト将軍による独自にイスラ・ヌブラル島の状況を把握と調査をする為、ヴェロキラプトルに詳しい軍のベテラン恐竜の専門家ジェレマイア・フィッシャー博士らと共に軍のアドバイザーとして雇われ島に向かった。
しかし軍の真の活動の狙いは島にいるとされるヴェロキラプトルを全て殺し、卵を捜して、動物の科学的な実験を行って動物を取り戻すことであった。軍は島でティラノサウルス・レックスを見つけ戦車で包囲しようとするが、ティラノサウルスに追い払われる。グラントとエリーとウェスト将軍とフィッシャー博士との間で議論が起きるが、別々に行動し、グラントとエリーの2人は軍と離れて車でラプトルの巣自体を捜しに行くことにし、洞窟を見つけ、ジョージ・ラワラと言うBiosyn社に雇われ恐竜を捕獲しようとしていた男を発見するが、議論の末、彼は洞窟の奥に逃げ、若いラプトルの5匹を捕まえようと追う。5匹の若い子供のラプトルの母ラプトルに攻撃されるもラワラは母ラプトルを殺し、子供のラプトルの5匹を何とか捕らえケージに入れ貨物船で逃げ、グラントとエリーは後を追う。
その頃、ウェスト将軍とフィッシャー博士は2人が失踪に事に気づき、捜索の連絡を取る。中央アメリカにある港に着いたラワラは捕まえた暴れる若いラプトルの5匹を何とか貨物飛行機に乗せ輸送しようとする。グラントとエリーも飛行機に乗り込み、上空でケージが外れ暴れるラプトルに対応しようとするが、ラプトルが乗り乗組員を殺す。5匹中、2匹殺すが3匹のラプトルを乗せた飛行機はグラントとエリーにより何とか南米のコロンビアのジャングルに飛行機を不時着させる。

## 登場人物
アラン・グラント博士
古生物学者。ジュラシック・パーク事件の当事者の一人。アメリカ陸軍に雇われ、アメリカ陸軍と同行してエリーと共にイスラ・ヌブラル島を再び訪れる。
エリー・サトラー博士
古生物学者。ジュラシック・パーク事件の当事者の一人。グラントと共にアメリカ陸軍に雇われ、イスラ・ヌブラル島を訪れた。
ジェレマイア・フィッシャー博士（Dr. Jeremiah Fischer）
軍の恐竜の専門家の科学者。グラント博士が生まれる前から古生物学者として評判だった。
ブラッドフォード・ウェスト将軍（General Bradford West）
ジュラシック・パークの再編成の指揮していたアメリカ陸軍の将軍。グラントとサトラーを同行でイスラ・ヌブラル島に行く。グラントとサトラーにはまったく関心がなく、島に着いたら途中で別行動を取っていた。
グラントとサトラーがジョージ・ラワラを追って行方不明になった事に気づきアメリカの司令部センターに報告していた。
ジョージ・ラワラ（George Lawala）
恐竜ハンター。インジェン社のライバル企業の一つバイオシン社にヴェロキラプトルを捕らえる為に雇われ、イスラ・ヌブラル島にやって来た。洞窟内で、5匹の子供ラプトルを見つけ捕らえようとする。グラントとエリーとも対決する。
母ラプトルを殺し、子供のラプトルを島外に持ち出し、自分の輸送機で運び出そうとする。輸送機に乗り込んでいたグラントとエリーに邪魔され、ラプトルを入れていたゲージのロックが外れ、ラプトルが飛行機内で暴れだした。2匹のラプトルを殺すが雌のラプトルに殺された。
ブレナン（Brennan）
ジョージ・ラワラの輸送機のパイロット。ヴェロキラプトルを運んでる最中に、ラプトルのゲージのロックが外れ、ラプトルに襲われて死んだ。
イアン・マルカム博士
ジュラシック・パーク事件の当事者の一人。病院で入院していたが、グラントとサトラーが島で失踪した為、軍の兵士が入院中の彼にその事を連絡し、見守っていた。